# Iso-Muikku och Pieni-Muikku
Iso-Muikku och Pieni-Muikku är en sjö i kommunen Outokumpu i landskapet Norra Karelen i Finland. Den är 8,2 meter djup. Arean är 43 hektar och strandlinjen är 7,13 kilometer lång. Sjön  ingår i Vuoksens huvudavrinningsområde.   Den ligger omkring 44 kilometer väster om Joensuu och omkring 360 kilometer nordöst om Helsingfors. 
Iso-Muikku och Pieni-Muikku ligger nordöst om Särkiselkä och söder om Ravijärvi. 